# Olloix
Olloix est une commune française située dans le département du Puy-de-Dôme, en région Auvergne-Rhône-Alpes. Elle fait partie de l'aire d'attraction de Clermont-Ferrand.

## Géographie
La commune d'Olloix, composée d'un bourg et du hameau de Grandchamp, est située à la limite entre le plateau granitique, le bas du pays, et les coulées volcaniques et les volcans, le haut du pays, à une trentaine de kilomètres au sud-ouest de Clermont-Ferrand, sur la route départementale D 74.
Six communes sont limitrophes :
|                | Cournols | Saint-Saturnin, Saint-Sandoux |
|                | Olloix   | Ludesse                       |
| Saint-Nectaire |          | Montaigut-le-Blanc            |

### Climat
Pour des articles plus généraux, voir Climat d'Auvergne-Rhône-Alpes et Climat du Puy-de-Dôme.
En 2010, le climat de la commune est de type climat des marges montargnardes, selon une étude du Centre national de la recherche scientifique s'appuyant sur une série de données couvrant la période 1971-2000. En 2020, Météo-France publie une typologie des climats de la France métropolitaine dans laquelle la commune est exposée à un climat de montagne ou de marges de montagne et est dans la région climatique  Nord-est du Massif Central, caractérisée par une pluviométrie annuelle de 800 à 1 200 mm, bien répartie dans l’année. 
Pour la période 1971-2000, la température annuelle moyenne est de 9,1 °C, avec une amplitude thermique annuelle de 15,5 °C. Le cumul annuel moyen de précipitations est de 965 mm, avec 10 jours de précipitations en janvier et 7,9 jours en juillet. Pour la période 1991-2020, la température moyenne annuelle observée sur la station météorologique de Météo-France la plus proche, « Plauzat_sapc », sur la commune de Plauzat à 8 km à vol d'oiseau, est de 11,3 °C et le cumul annuel moyen de précipitations est de 606,8 mm,. Pour l'avenir, les paramètres climatiques de la commune estimés pour 2050 selon différents scénarios d'émission de gaz à effet de serre sont consultables sur un site dédié publié par Météo-France en novembre 2022.

## Urbanisme

### Typologie
Au 1er janvier 2024, Olloix est catégorisée commune rurale à habitat dispersé, selon la nouvelle grille communale de densité à sept niveaux définie par l'Insee en 2022.
Elle est située hors unité urbaine. Par ailleurs la commune fait partie de l'aire d'attraction de Clermont-Ferrand, dont elle est une commune de la couronne,. Cette aire, qui regroupe 209 communes, est catégorisée dans les aires de 200 000 à moins de 700 000 habitants,.

### Occupation des sols
L'occupation des sols de la commune, telle qu'elle ressort de la base de données européenne d’occupation biophysique des sols Corine Land Cover (CLC), est marquée par l'importance des forêts et milieux semi-naturels (51,4 % en 2018), une proportion sensiblement équivalente à celle de 1990 (51,7 %). La répartition détaillée en 2018 est la suivante : prairies (35,9 %), forêts (25,9 %), milieux à végétation arbustive et/ou herbacée (25,5 %), zones agricoles hétérogènes (10,1 %), zones urbanisées (2,6 %). L'évolution de l’occupation des sols de la commune et de ses infrastructures peut être observée sur les différentes représentations cartographiques du territoire : la carte de Cassini (XVIIIe siècle), la carte d'état-major (1820-1866) et les cartes ou photos aériennes de l'IGN pour la période actuelle (1950 à aujourd'hui).

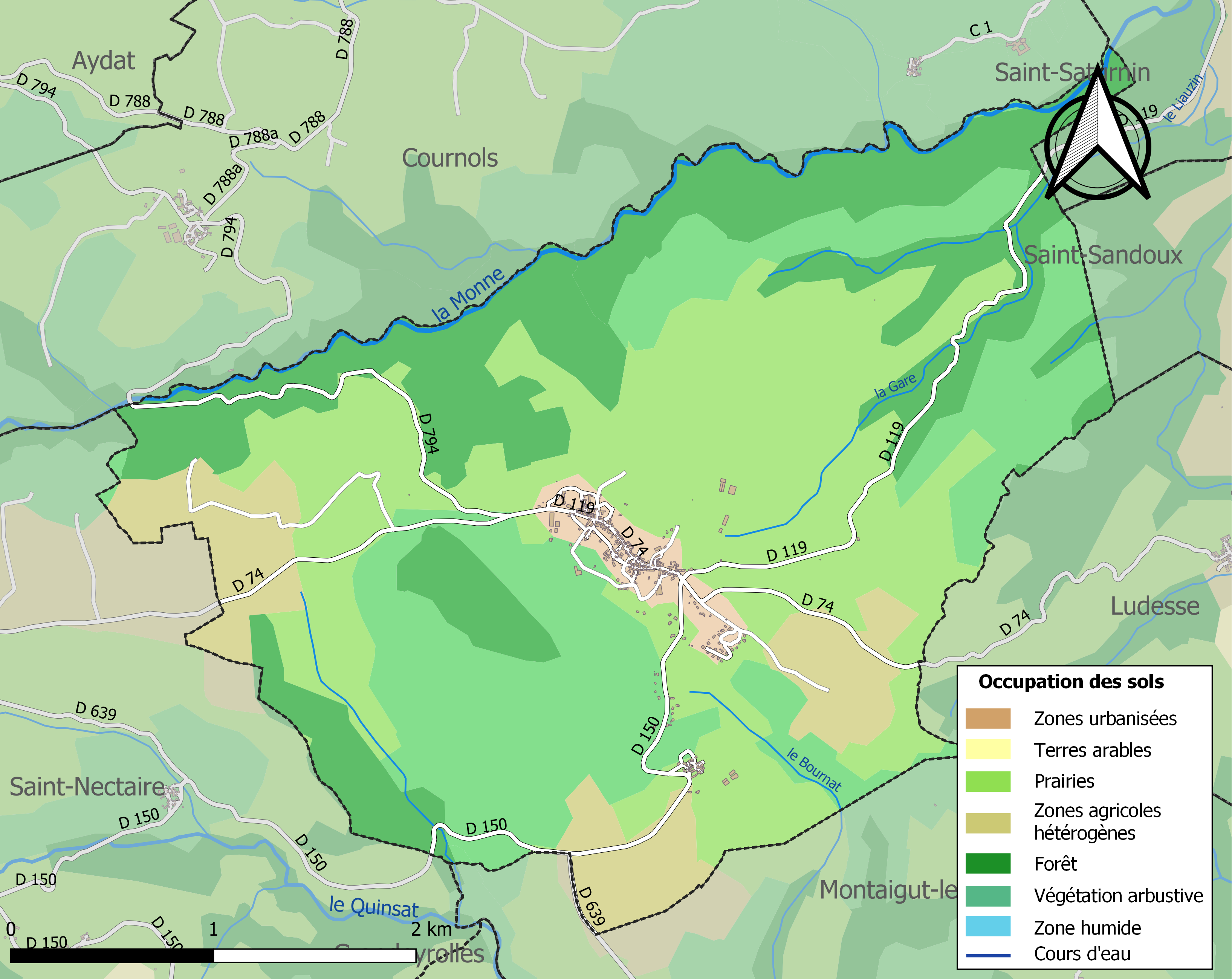
Carte des infrastructures et de l'occupation des sols de la commune en 2018 (CLC).

## Histoire
La rue principale, rue des Trois-Puys, est une ancienne voie romaine qui conduisait de Vichy au Mont-Dore en passant par Aigueperse, Clermont, le Chambon et le puy de l'Angle. Le peuplement primitif se trouvait à Liozun, à deux kilomètres au nord-est du bourg, sur un éperon rocheux dominant les gorges de la Monne.
Le puy d'Olloix (1 002 m), le puy d’Auzelle ou d'Ozenne (914 m) et le puy de Marquerolle ou Mercuroles (840 m) sont des témoignages de l’activité volcanique passée. Du sommet de chacun de ces puys on jouit d’un très vaste panorama : le plateau du Cézalier au sud-ouest, les monts Dore à l’ouest, les monts Dôme au nord-ouest, le plateau de Gergovie au nord, la plaine de la Limagne et les monts du Forez à l’est et les monts du Livradois au sud-est. Sur les plateaux en pente douce situés à l’est de la commune on peut voir de nombreux rochers constituant un chaos granitique.
Au nord, les gorges de la Monne, site sauvage et pittoresque, séparent la commune d’Olloix de celle de Cournols qui, jusqu'en 1872, ne formaient qu’une seule et même commune.
La commune d'Olloix fait partie du parc naturel régional des volcans d'Auvergne.
Les gorges de la Monne sont un site classé. On peut y voir les ruines du village de Riberolles (moulins, pont, maisons et jardins). Le dernier enfant de Riberolles a y être né est mort à Olloix dans les années 1960.
Le GR 30 traverse les gorges de la Monne au niveau du pont de Riberolles, monte jusqu'au village d'Olloix, fait le tour du puy et se dirige ensuite vers la commune voisine de Saint Nectaire.

### Les Hospitaliers
La légende dit que le site de Liozun a été abandonné après une épidémie de peste. Les habitants se sont alors ensuite installés près de la commanderie des Hospitaliers de l'ordre de Saint-Jean de Jérusalem. Il ne reste aujourd'hui qu'une partie de la chapelle qui constitue le chœur de l’église actuelle. Cette église abrite le gisant d'Odon de Montaigut, dit saint Gouérran (saint guerrier), commandeur des Hospitaliers à Olloix, mort vers 1345.
À partir de 1301 et la réforme de Guillaume de Villaret, il existe huit « langues », regroupements des commanderies des Hospitaliers. Celle d'Auvergne ne comporte qu'un prieuré, créé en 1233, et jusqu'à 51 commanderies.
Le siège du prieur est à Olloix jusqu'en 1475. En dépendait tout le centre et l'est de la France : l'Auvergne, le Velay, le Limousin, la Marche, le Berry, le Bourbonnais, la Franche Comté, le Lyonnais, le Forez, le nord du Dauphiné et de la Savoie, le Haut Languedoc, la partie ouest de la Suisse.
Le prieur d'Auvergne est aussi Grand Maréchal de l'ordre.
Odon de Montaigut succède à Pons du Fay comme prieur d'Auvergne vers 1309 et le reste jusqu'à sa mort en 1344 ou 1345.
En 1334, le pape Jean XXII, adresse une bulle à « Odon de Montaigu, prieur d'Auvergne, lieutenant-général du grand maître dans toutes les parties de l'Occident en deçà des mers » (étude de Jean-Bernard de Vaivre sur Odon de Montaigu - 1992 - Académie des Inscriptions et Belles-Lettres).
Les armoiries d'Odon de Montaigu (blason échiqueté à la fasce brochante chargée de trois fleurs de lis) sont visibles sur le donjon de La Sauvetat qui dépendait de la commanderie d'Olloix.

## Héraldique
| Blason de Olloix | Blason  | Parti: au 1er de sinople à l'agneau pascal couché d'argent, tenant une croix haute d'or à laquelle est appendue une bannière d'argent chargée d'une croisette de gueules, au 2e d'or à la fasce ondée d'azur accompagnée de deux croix de Malte de gueules. |
| Blason de Olloix | Détails | Le statut officiel du blason reste à déterminer. |

## Politique et administration

### Découpage territorial
La commune d'Olloix est membre de la communauté de communes Mond'Arverne Communauté, un établissement public de coopération intercommunale (EPCI) à fiscalité propre créé le 1er janvier 2017 siégeant à Veyre-Monton, et par ailleurs membre d'autres groupements intercommunaux. Jusqu'en 2016, elle faisait partie de la communauté de communes Les Cheires.
Sur le plan administratif, elle est rattachée à l'arrondissement de Clermont-Ferrand, à la circonscription administrative de l'État du Puy-de-Dôme et à la région Auvergne-Rhône-Alpes. Jusqu'en mars 2015, la commune faisait partie du canton de Saint-Amant-Tallende.
Sur le plan électoral, elle dépend du canton d'Orcines pour l'élection des conseillers départementaux, depuis le redécoupage cantonal de 2014 entré en vigueur en 2015, et de la troisième circonscription du Puy-de-Dôme pour les élections législatives, depuis le dernier découpage électoral de 2010.

### Élections municipales et communautaires

#### Élections de 2020
Le conseil municipal d'Olloix, commune de moins de 1 000 habitants, est élu au scrutin majoritaire plurinominal à deux tours avec candidatures isolées ou groupées et possibilité de panachage. Compte tenu de la population communale, le nombre de sièges à pourvoir lors des élections municipales de 2020 est de 11. La totalité des onze candidats en lice est élue dès le premier tour, le 15 mars 2020, avec un taux de participation de 63,89 %.

#### Chronologie des maires
| Période                                  | Période                       | Identité               | Étiquette | Qualité              |
| ---------------------------------------- | ----------------------------- | ---------------------- | --------- | -------------------- |
| Les données manquantes sont à compléter. |                               |                        |           |                      |
| mars 2001                                | mars 2014                     | Bernard Faye           |           | Architecte urbaniste |
| mars 2014                                | mai 2020                      | Philippe Marc-Chandèze |           | Infirmier            |
| mai 2020                                 | En cours (au 21 juillet 2021) | Jean-Louis Cecchet     |           | Retraité             |

## Population et société

### Démographie
L'évolution du nombre d'habitants est connue à travers les recensements de la population effectués dans la commune depuis 1793. Pour les communes de moins de 10 000 habitants, une enquête de recensement portant sur toute la population est réalisée tous les cinq ans, les populations de référence des années intermédiaires étant quant à elles estimées par interpolation ou extrapolation. Pour la commune, le premier recensement exhaustif entrant dans le cadre du nouveau dispositif a été réalisé en 2007.

En 2022, la commune comptait 325 habitants, en évolution de +2,85 % par rapport à 2016 (Puy-de-Dôme : +2,1 %, France hors Mayotte : +2,11 %).
| 1793 | 1800  | 1806 | 1821  | 1831  | 1836  | 1841  | 1846  | 1851  |
| ---- | ----- | ---- | ----- | ----- | ----- | ----- | ----- | ----- |
| 999  | 1 512 | 970  | 1 169 | 1 150 | 1 153 | 1 096 | 1 160 | 1 072 |

| 1856  | 1861 | 1866 | 1872 | 1876 | 1881 | 1886 | 1891 | 1896 |
| ----- | ---- | ---- | ---- | ---- | ---- | ---- | ---- | ---- |
| 1 027 | 969  | 961  | 532  | 517  | 548  | 512  | 482  | 445  |

| 1901 | 1906 | 1911 | 1921 | 1926 | 1931 | 1936 | 1946 | 1954 |
| ---- | ---- | ---- | ---- | ---- | ---- | ---- | ---- | ---- |
| 409  | 427  | 376  | 315  | 305  | 294  | 261  | 238  | 185  |

| 1962 | 1968 | 1975 | 1982 | 1990 | 1999 | 2006 | 2007 | 2012 |
| ---- | ---- | ---- | ---- | ---- | ---- | ---- | ---- | ---- |
| 197  | 174  | 170  | 195  | 191  | 227  | 288  | 297  | 316  |

| 2017 | 2022 | - | - | - | - | - | - | - |
| ---- | ---- | - | - | - | - | - | - | - |
| 315  | 325  | - | - | - | - | - | - | - |

### Enseignement
Olloix dépend de l'académie de Clermont-Ferrand. Il n'existe aucune école.
Les collégiens sont scolarisés au collège Jean-Rostand des Martres-de-Veyre et les lycéens au lycée René-Descartes de Cournon-d'Auvergne.